# Sokoto

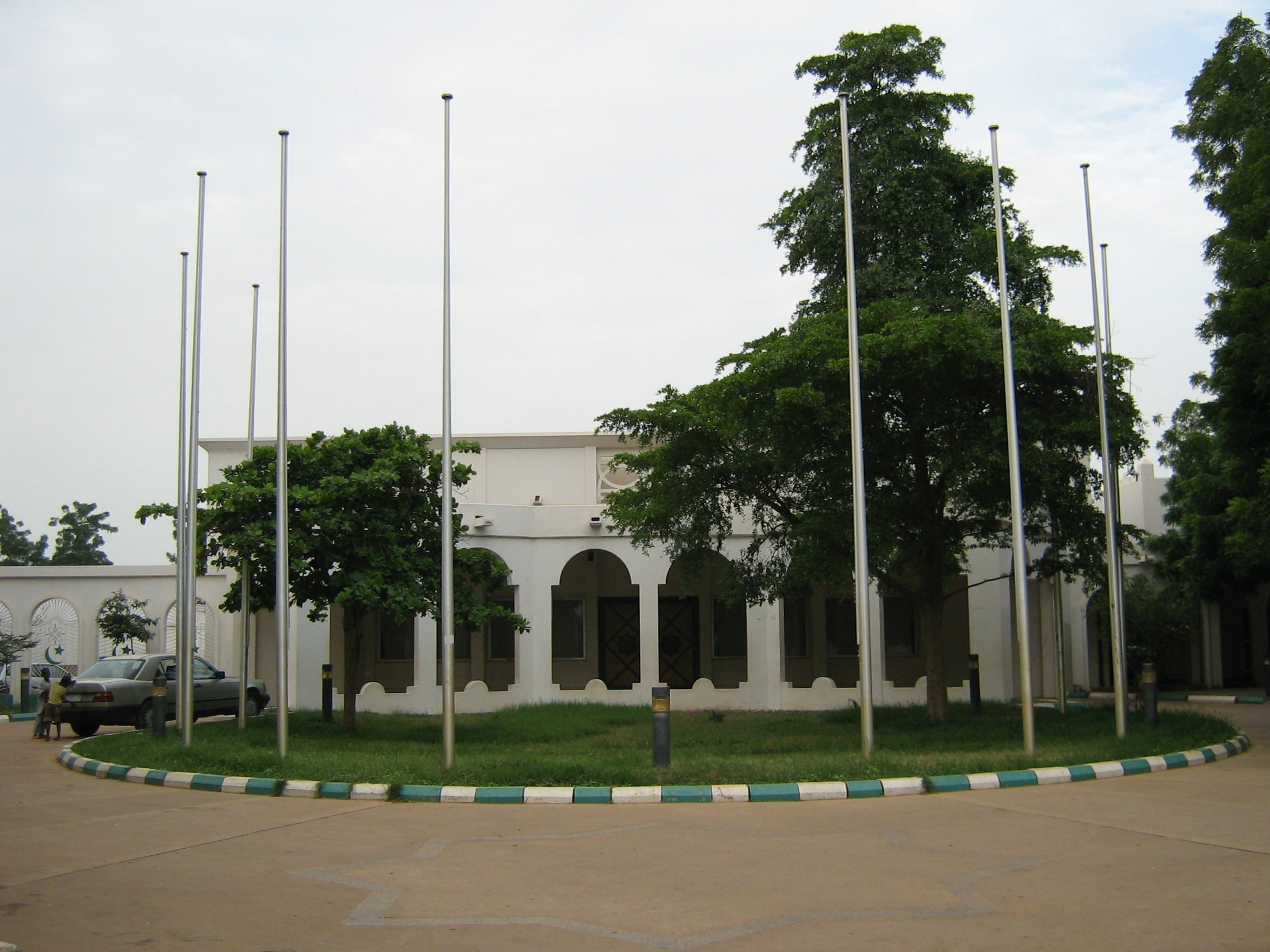
Sultanens palats i Sokoto.

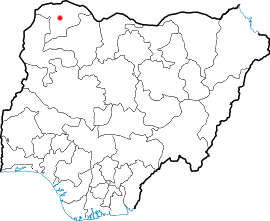
Sokotos läge i Nigeria.

Sokoto är en stad i nordvästligaste Nigeria med ungefär 500 000 invånare (uppskattning från 2006), belägen nära den plats där floderna Sokoto och Rima möts. Den är administrativ huvudort för delstaten Sokoto. Staden är ett handelscentrum med bland annat cement-, textil-, skinn- och läderindustri samt tobaksproduktion.
Sokotos befolkning är övervägande muslimsk, och staden är centrum för Nigerias muslimska befolkning, säte för sultanen av Sokoto samt en vallfärdsort för muslimer. På 1800-talet var staden huvudstad i Sokotokalifatet, det största fulaniriket, som på sin höjdpunkt omfattade Bornu och en tid även Adamawa. Efter 1860 gick det nedåt med riket, och 1903 ockuperade britterna Sokoto och inlemmade staden i Nigeria. De lokala härskarna fick emellertid en hög grad av autonomi, och Sokotos sultan är än i dag den viktigaste religiösa ledaren för nigerianska muslimer.